# Fort van Beieren

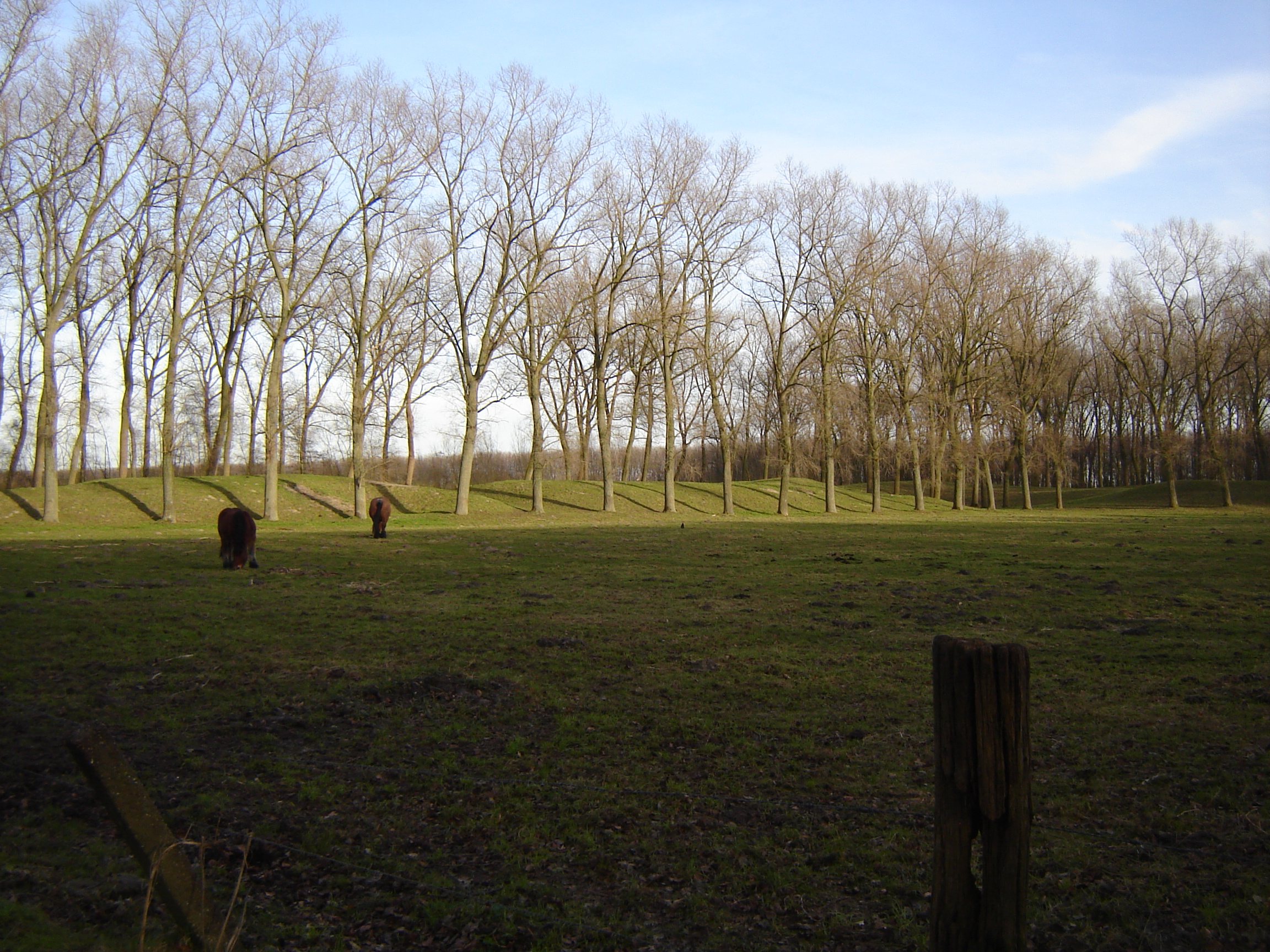
Het centrale plein van het Fort van Beieren

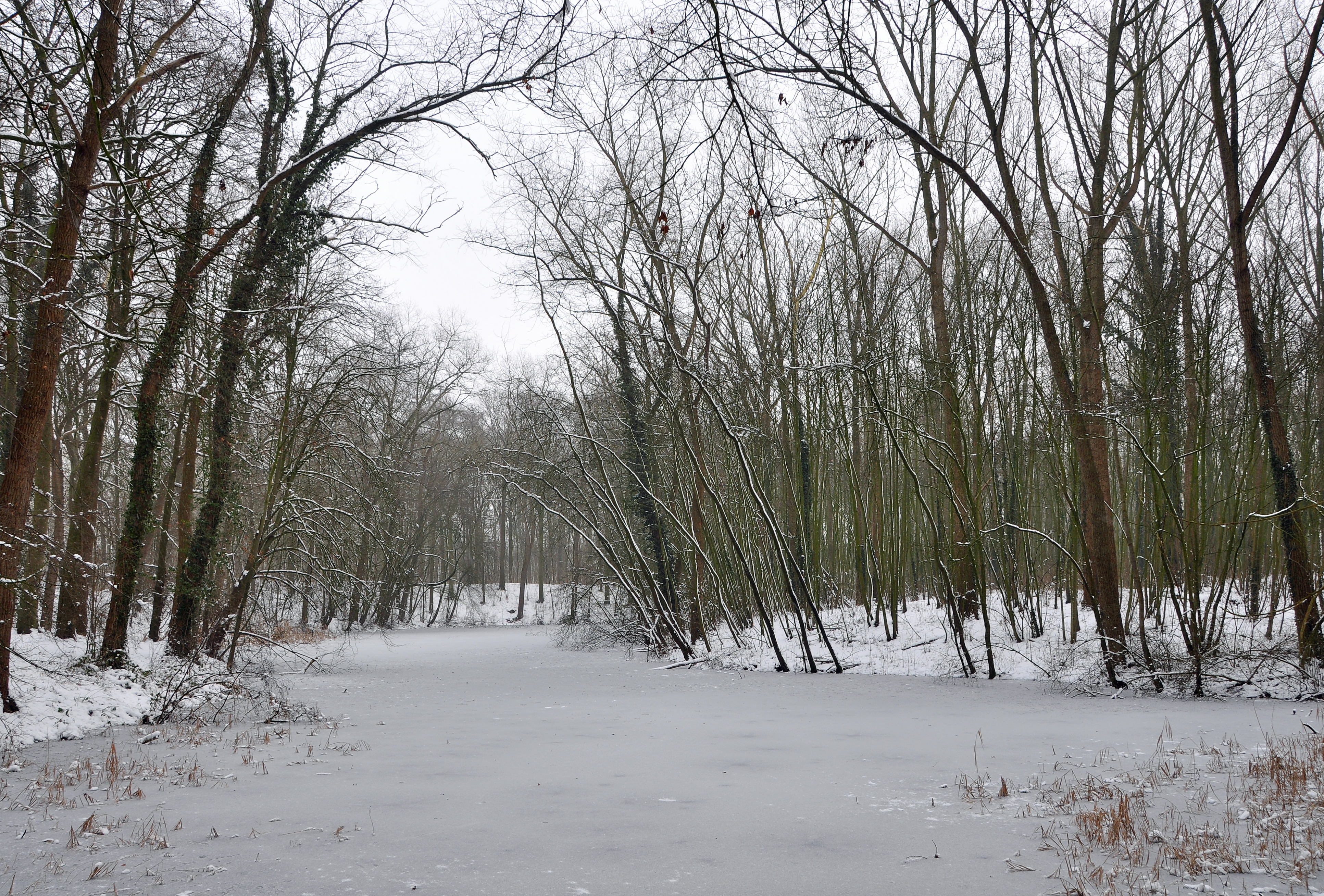
De walgracht

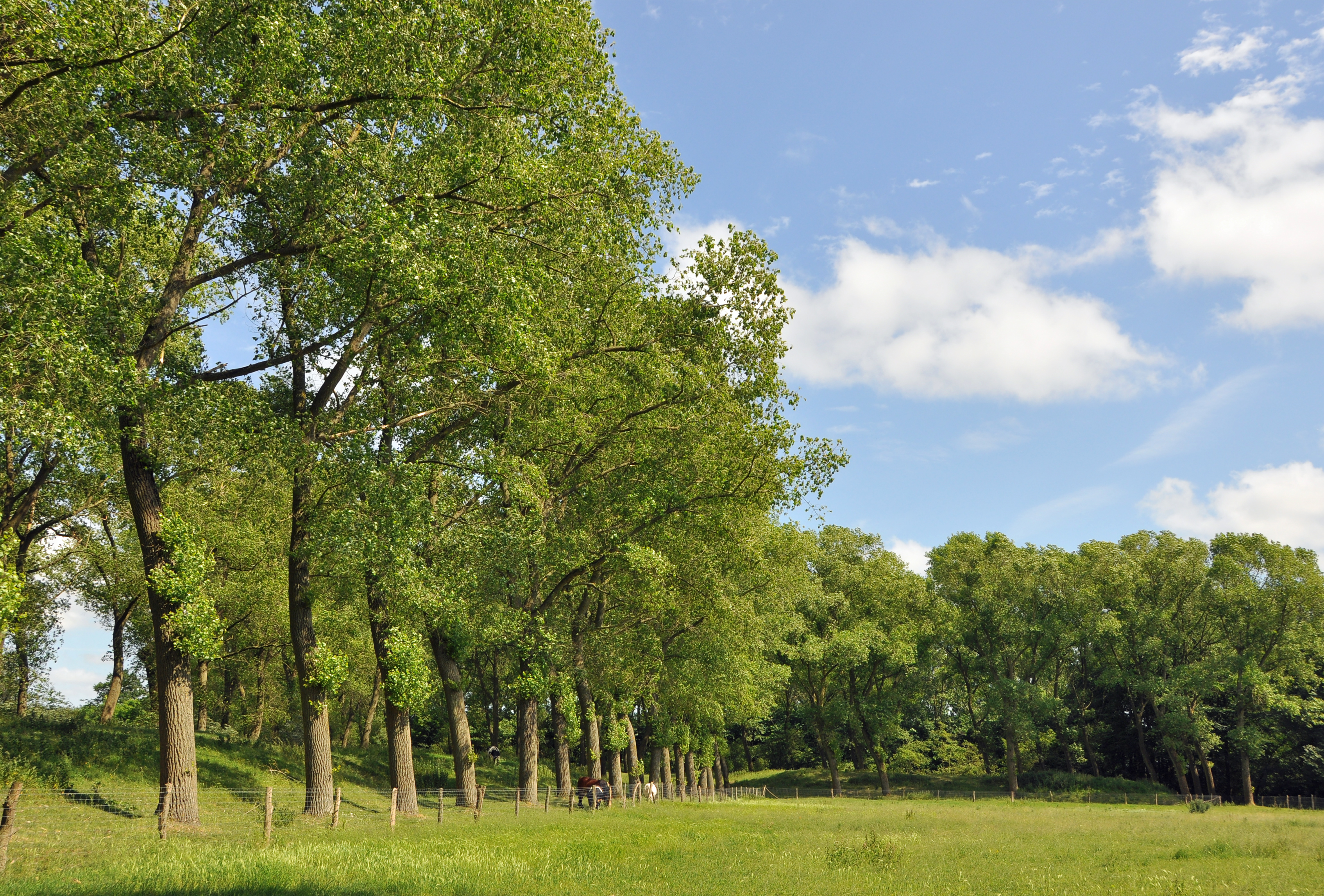

Het Fort van Beieren is een fort nabij Koolkerke, een deelgemeente van de Belgische stad Brugge.

## Geschiedenis
Het fort werd aan het begin van de 18de eeuw door Franse troepen opgericht. Als ontwerper wordt soms Vauban genoemd. Maar meer waarschijnlijk is dat het ontwerp van de hand van een van zijn medewerkers was. Het staat wel vast dat Vauban in die periode in Brugge geweest is, en toen een groots (maar nooit uitgevoerd) project uitwerkte dat een volledige verbouwing van de stadswallen van Brugge voorzag.
Het Fort van Beieren werd aangelegd in het kader van de Spaanse Successieoorlog. Na de dood van de Spaanse koning Karel II, die geen directe opvolger had, maakten twee vorsten aanspraak op de troon: Leopold I, keizer en aartshertog van Oostenrijk, en Lodewijk XIV, koning van Frankrijk. Die laatste slaagde erin zijn kleinzoon Filips van Anjou als troonopvolger te laten aanduiden. Vlaanderen, dat tot dan deel uitmaakte van de Spaanse Nederlanden, kon dus zonder problemen ingelijfd worden door Frankrijk. Hier waren de Noordelijke Nederlanden, Engeland en de Oostenrijkse keizer natuurlijk niet mee tevreden. Zij vormden in 1702 een verbond tegen Frankrijk om de Zuidelijke Nederlanden te veroveren.
In het fort waren vijf Franse bataljons gevestigd, die de stad Brugge moesten verdedigen tegen aanvallen vanuit de Noordelijke Nederlanden. Het fort werd nooit aangevallen en na 1706, toen Vlaanderen door de Engelsen en de Nederlanders werd bezet, had het geen nut meer. In 1715 kwam Vlaanderen onder Oostenrijks bewind. De laatste soldaten vertrokken uit het fort in 1748. Het Fort van Beieren werd in de Tweede Wereldoorlog wel nog een keer gebruikt door de Duitsers.
Het aarden fort, waarvan de contouren tot op heden goed bewaard zijn, heeft een vierkant grondplan. Rond het centrale middenplein ligt een aarden omwalling met vier bastions, daar omheen een gracht met een ravelijn, en ten slotte een tweede aarden omwalling en een buitengracht. In de 19de en 20ste eeuw was het fort privé-eigendom. Ernaast stond een kasteeltje, dat in de Tweede Wereldoorlog evenwel zodanig beschadigd raakte dat het nadien gesloopt diende te worden. Van het kasteel blijven enkel een toegangshek, een bijgebouwtje, een ijskelder en een ommuurde tuin over. Er waren ook nog restanten van een serre, maar die zijn in 2012 verwijderd.

## Provinciedomein
In 1998 kocht het provinciebestuur van West-Vlaanderen het fort en stelde het als recreatief provinciedomein open voor het publiek. In 2012-2013 werd het noordelijke bastion heraangelegd. Op basis van de bewaarde toestand, van oude plannen en van archeologisch onderzoek werd aldus één vierde van het fort in zijn oorspronkelijke vorm hersteld. Dit werk werd uitgevoerd in het kader van het Europees grensoverschrijdend project Forten en Linies in Grensbreed Perspectief. In het kader van dit project werden in Oost-Vlaanderen, West-Vlaanderen, Zeeland en Antwerpen de zogenaamde Staats-Spaanse Linies geherwaardeerd.
In 2017 werden net naast het fort resten van het verdwenen kasteelgoed Ter Stappen opgegraven. Vanaf eind 2020 zullen archeologen in samenwerking met de buurtbewoners van Koolkerke alle overblijfselen blootleggen.